# دیوید گونزالس (بازیکن فوتبال، زاده ۱۹۹۳)
دیوید گونزالس (انگلیسی: David González؛ زادهٔ ۲ اوت ۱۹۹۳) بازیکن فوتبال اهل اسپانیا است.